# Comuna Buciumeni, Dâmbovița
Buciumeni (în trecut, Țâța) este o comună în județul Dâmbovița, Muntenia, România, formată din satele Buciumeni (reședința), Dealu Mare și Valea Leurzii.
La sfârșitul secolului al XIX-lea, comuna purta numele de Țâța, făcea parte din plaiul Ialomița-Dâmbovița al județului Dâmbovița și avea în compunere satele Țâța, Buciumeni și Pâzlari, cu o populație totală de 1700 de locuitori. În comună existau 4 mori de apă, două biserici și o școală. Satul Valea Leurzii făcea pe atunci parte din comuna Bezdead. În 1925, comuna Țâța făcea parte din plasa Pucioasa a aceluiași județ și era formată din satele Buciumeni, Țâța și Valea Leurzii, cu 3216 locuitori.
În 1950, comuna a fost arondată raionului Pucioasa din regiunea Prahova și apoi (după 1952) raionului Târgoviște din regiunea Ploiești. În 1968, comuna, redenumită în Buciumeni, după noua sa reședință, a revenit la județul Dâmbovița, reînființat.

## Demografie
Componența etnică a comunei Buciumeni
     Români (97,02%)
     Alte etnii (0,09%)
     Necunoscută (2,88%)
Componența confesională a comunei Buciumeni
     Ortodocși (95,37%)
     Adventiști (1,04%)
     Alte religii (0,4%)
     Necunoscută (3,19%)
Conform recensământului efectuat în 2021, populația comunei Buciumeni se ridică la 4.231 de locuitori, în scădere față de recensământul anterior din 2011, când fuseseră înregistrați 4.586 de locuitori. Majoritatea locuitorilor sunt români (97,02%), iar pentru 2,88% nu se cunoaște apartenența etnică. Din punct de vedere confesional, majoritatea locuitorilor sunt ortodocși (95,37%), cu o minoritate de adventiști (1,04%), iar pentru 3,19% nu se cunoaște apartenența confesională.

## Politică și administrație
Comuna Buciumeni este administrată de un primar și un consiliu local compus din 13 consilieri. Primarul, Ion Pavel[*], de la Partidul Social Democrat, este în funcție din 2004. Începând cu alegerile locale din 2024, consiliul local are următoarea componență pe partide politice:
|  | Partid                          | Consilieri | Componența Consiliului | Componența Consiliului | Componența Consiliului | Componența Consiliului | Componența Consiliului | Componența Consiliului | Componența Consiliului | Componența Consiliului | Componența Consiliului | Componența Consiliului |
|  | ------------------------------- | ---------- | ---------------------- | ---------------------- | ---------------------- | ---------------------- | ---------------------- | ---------------------- | ---------------------- | ---------------------- | ---------------------- | ---------------------- |
|  | Partidul Social Democrat        | 10         |                        |                        |                        |                        |                        |                        |                        |                        |                        |                        |
|  | Partidul Național Liberal       | 2          |                        |                        |                        |                        |                        |                        |                        |                        |                        |                        |
|  | Alianța pentru Unirea Românilor | 1          |                        |                        |                        |                        |                        |                        |                        |                        |                        |                        |

## Personalități născute aici
- Pompiliu Gîlmeanu (1932 - 1999), regizor, scenarist;
- Stelian Brezeanu (1941 - 2022), istoric, profesor universitar.